# Hiddenite
Hiddenite est une census-designated place américaine située dans le comté d'Alexander dans l'État de Caroline du Nord. En 2010, sa population était de 536 habitants.

## Source de la traduction
- (en) Cet article est partiellement ou en totalité issu de l’article de Wikipédia en anglais intitulé « Hiddenite, North Carolina » (voir la liste des auteurs).